# Lüttow-Valluhn
Lüttow-Valluhn ist eine Gemeinde im Landkreis Ludwigslust-Parchim in Mecklenburg-Vorpommern. Sie wird vom Amt Zarrentin mit Sitz in der Stadt Zarrentin am Schaalsee verwaltet.

## Geografie

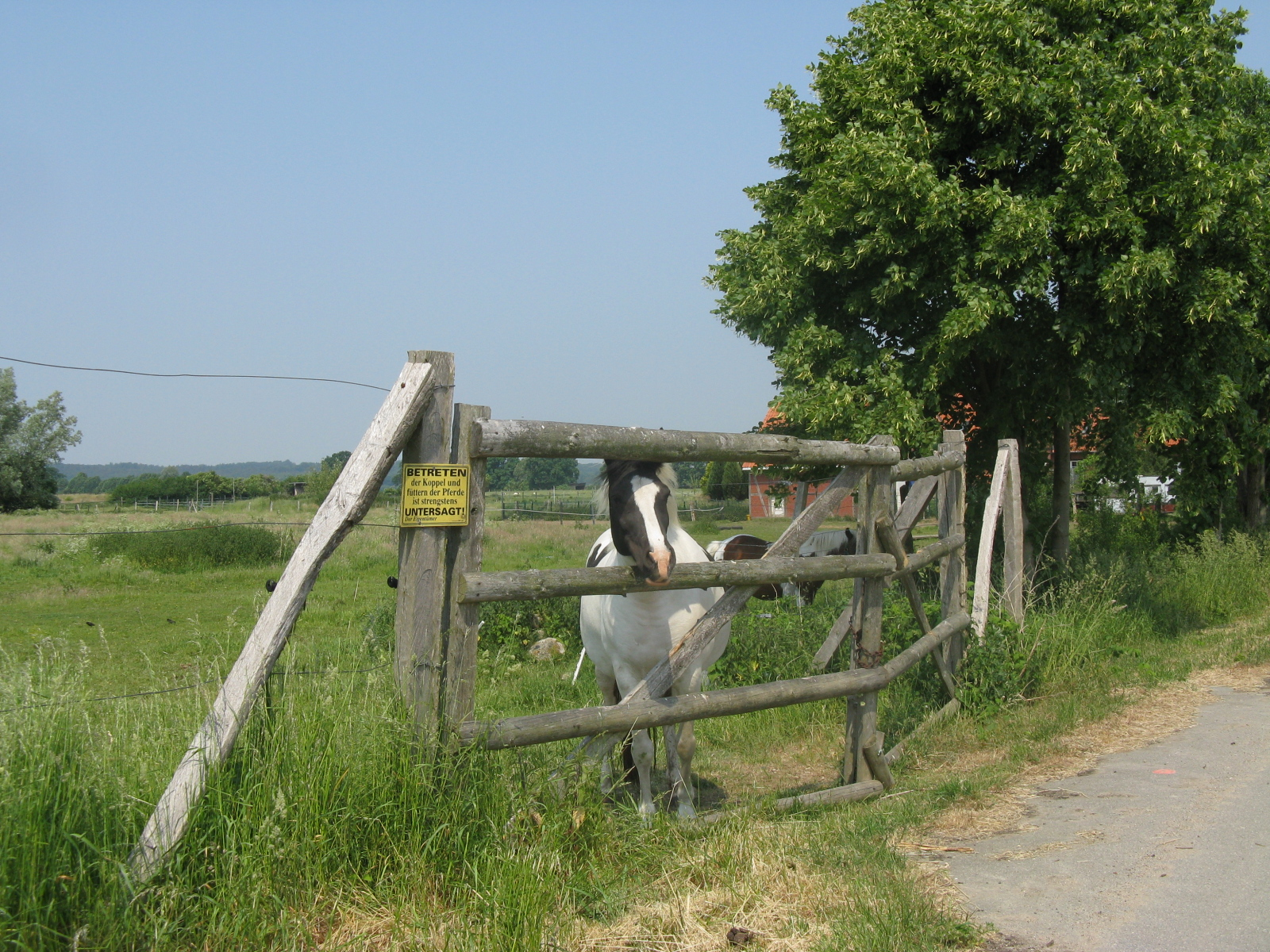
Pferdekoppel in Valluhn

Die Gemeinde befindet sich im Westen Mecklenburg-Vorpommerns an der Grenze zu Schleswig-Holstein und südlich des Biosphärenreservats Schaalsee. Durch das Gemeindegebiet verlaufen der Fluss Boize, die Bundesautobahn 24 und die Bundesstraße 195. Nächstgelegene Bahnstrecke ist die Bahnstrecke Hagenow Land–Bad Oldesloe.
Umgeben wird Lüttow-Valluhn von den Nachbargemeinden Zarrentin am Schaalsee im Norden und Nordosten, Kogel im Südosten, Gallin im Süden sowie Gudow im Westen.
Lüttow-Valluhn setzt sich aus den Ortsteilen Lüttow, Schadeland und Valluhn zusammen.

## Geschichte

### Fusion

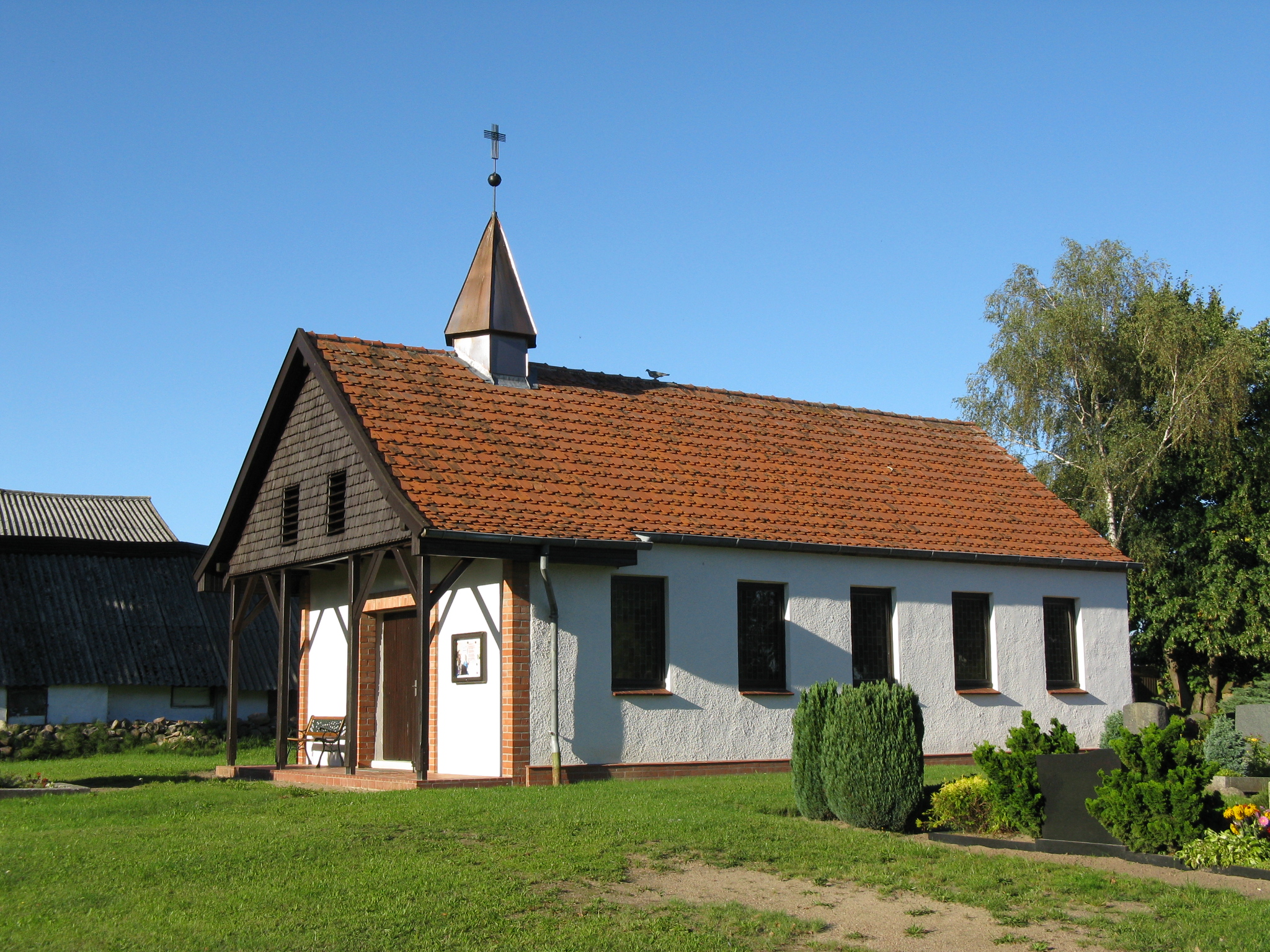
Kapelle von 1973

Am 13. Juni 2004 wurden die bisherigen Gemeinden Lüttow und Valluhn zur neuen Gemeinde Lüttow-Valluhn zusammengeschlossen.

### Lüttow
Lüttow wird 1230 als Luttekowe im Ratzeburger Zehntenregister erstmals urkundlich erwähnt, als der Ort noch aus 14 Hufen bestand. 1496 zählte das Dorf etwa 35 Einwohner. Der Dreißigjährige Krieg und eine Pestwelle im Jahr 1676 forderten zahlreiche Opfer. 1894 besteht Lüttow aus je zwölf Bauernhöfen, Büdnereien und Häuslereien sowie 246 Bewohnern.

### Valluhn
Die erste urkundliche Erwähnung Valluhns als Vilun, was aus dem Slawischen kommt und so viel wie „Zauberin“ bedeutet, findet sich 1194 im Isfriedschen Teilungsvertrag. Auch dieser Ort taucht 1230 im Ratzeburger Zehntenregister auf, als er noch aus 14 Hufen bestand und zur Parochie Zarrentin gehörte und vom deutschen Kolonisten Ottbertus regiert wurde. 1496 zählt Valluhn 14 Familien und 68 Einwohner. Der Dreißigjährige Krieg forderte auch hier zahlreiche Opfer. Bei Valluhn kämpften 1813 französische gegen deutsch-russische Truppen, wobei die Franzosen geschlagen wurden und sich in Richtung Hamburg zurückzogen.
Valluhn war von je her landwirtschaftlich geprägt. Nach 1990 entstand, begünstigt durch die Lage an der Autobahn und zu Hamburg, das größte neu geschaffene Gewerbegebiet Mecklenburg-Vorpommerns, in dem sich vor allem Transportgewerbe niederließ. Außerdem ist dort seit 2006 das Fleischwerk der Edeka Nord angesiedelt, mit 43.000 m² Fläche, rund 400 Mitarbeitern und täglich produzierten 350 t einer der größten Fleischverarbeitungsbetriebe in Deutschland.

## Politik

### Gemeindevertretung und Bürgermeister seit 2024
Die Anzahl der Sitze in der Gemeindevertretung beträgt (inkl. Bürgermeister) neun. Die Wahl zur Gemeindevertretung am 9. Juni 2024 hatte folgende Ergebnisse:
| Partei/Bewerber                  | Prozent | Sitze |
| -------------------------------- | ------- | ----- |
| Wählergemeinschaft Bürgerbündnis | 49,67   | 3     |
| CDU                              | 50,33   | 5     |

Bürgermeister der Gemeinde ist Marko Schilling vom Bürgerbündnis (BB), er wurde mit 59,87 % der Stimmen gewählt. Sein Herausforderer Stefan Wegner (CDU) erhielt 40,13 % der Stimmen.

### Gemeindevertretung und Bürgermeister 2019 bis 2024
Die Gemeindevertretung besteht (inkl. Bürgermeister) aus 9 Mitgliedern. Die Wahl zur Gemeindevertretung am 26. Mai 2019 hatte folgende Ergebnisse:
| Partei/Bewerber                  | Prozent | Sitze |
| -------------------------------- | ------- | ----- |
| Wählergemeinschaft Bürgerbündnis | 60,64   | 5     |
| CDU                              | 39,36   | 3     |

Bürgermeister der Gemeinde ist Marko Schilling, er wurde mit 84,50 % der Stimmen gewählt.

### Dienstsiegel
Die Gemeinde verfügt über kein amtlich genehmigtes Hoheitszeichen, weder Wappen noch Flagge. Als Dienstsiegel wird das kleine Landessiegel mit dem Wappenbild des Landesteils Mecklenburg geführt. Es zeigt einen hersehenden Stierkopf mit abgerissenem Halsfell und Krone und der Umschrift „GEMEINDE LÜTTOW-VALLUHN“.

## Solarpark Lüttow-Valluhn
Seit 2022 betreibt die naturstrom AG einen großen Solarpark im Süden von Lüttow auf dem Gelände des Lüttower Kieswerkes sowie entlang der Autobahn. Das 14 Megawatt peak (MWp) große Solarprojekt in Lüttow-Valluhn entstand in enger Kooperation mit der Standortkommune. Die Photovoltaik-Freiflächenanlage produziert mit ihren knapp 32.500 Modulen auf circa 15 Hektar rund 13.900 Megawattstunden sauberen Strom pro Jahr. Das entspricht dem Jahresbedarf von etwa 4.300 durchschnittlichen Drei-Personen-Haushalten.

## Sehenswürdigkeiten
- Museumshof Valluhn
- Kapelle Valluhn